# Diyny
Diyny (dříve diiny) jsou nenasycené uhlovodíky, které obsahují v řetězci dvě trojné vazby. Jsou podskupinou alkynů. Jejich základní vzorec je CnH2n-6. Pokud z jednoho uhlíku vycházejí dvě násobné vazby, jsou vždy dvojné, vzhledem ke čtyřvaznosti uhlíku, takže neexistují uhlovodíky s dvěma trojnými vazbami vycházejícími z téhož atomu C. Jejich nejjednodušším zástupcem je tedy butadiyn. Dělíme je na:
- konjugované: C≡C−C≡C−C (trojné vazby se střídají),
- izolované: C≡C−C−C≡C (trojné vazby nevycházejí ze sousedních uhlíků).